# Polyommatus impuncta
Polyommatus impuncta är en fjärilsart som beskrevs av Courvoisier 1910. Polyommatus impuncta ingår i släktet Polyommatus och familjen juvelvingar. Inga underarter finns listade i Catalogue of Life.